# Petra Sičaková
Petra Sičaková (* 14. April 2003 in Pilsen) ist eine tschechische Leichtathletin, die sich auf den Speerwurf spezialisiert hat.

## Sportliche Laufbahn
Erste internationale Erfahrungen sammelte Petra Sičaková beim Europäischen Olympischen Jugendfestival (EYOF) 2019 in Baku, bei dem sie mit einer Weite von 46,85 m den siebten Platz belegte. 2021 schied sie bei den U20-Europameisterschaften in Tallinn mit 47,09 m in der Qualifikationsrunde aus, ehe sie bei den U20-Weltmeisterschaften in Nairobi mit 48,60 m auf den zehnten Platz gelangte. 2023 verpasste sie bei den U23-Europameisterschaften in Espoo mit 50,20 m den Finaleinzug und im Jahr darauf schied sie bei den Europameisterschaften in Rom mit 52,86 m in der Vorrunde aus. Anschließend schied sie auch bei den Olympischen Sommerspielen in Paris mit 60,47 m in der Qualifikationsrunde aus. 2025 gewann sie bei den U23-Europameisterschaften in Bergen mit 58,14 m die Silbermedaille hinter der Serbin Adriana Vilagoš.
2023 wurde Sičaková tschechische Meisterin im Speerwurf.